# Джанкарло Менотті
Джан-Карло Менотті (італ. Gian Carlo Menotti, 7 липня 1911, Кадельяно-Віконаґо, Варезе, Італія — 1 лютого 2007, Монте-Карло, Монако) — американський композитор і лібретист італійського походження.

## Життя і творчість
Почав писати музику в семирічному віці, в одинадцять написав першу оперу «Смерть П'єро», але став серйозно займатися музикою в Міланській консерваторії, куди вступив у 1923 році. У 1928 році разом з матір'ю після смерті батька переїхав у США, поступив у Кертісовський інститут музики в Філадельфії, де згодом викладав. Вчився разом з Леонардом Бернстайном і Семюелом Барбером. Написав для Барбера лібрето опери «Ванесса» (прем'єра 1958) і ще кількох опер.
Основний жанр Менотті — опери, він склав їх двадцять п'ять. Лібрето трьох перших він написав італійською, потім писав їх лише англійською. Йому належать також балет, хорові, симфонічні і інші твори, кілька пісень на власні вірші.
У 1958 році заснував в Сполето музичний Фестиваль двох світів, а в 1977 році — паралельний йому в Чарлстоні (Південна Кароліна). Вони багато в чому сприяли розширенню публічного інтересу до оперного жанру.
Нагороджений Центру Кеннеді (1984), звання «Музикант року» (1991).

## Особисте життя
У 1928—1970 роках перебував у тривалих гомосексуальних стосунках з композитором Самюелом Барбером. Після розставання вони залишилися друзями.

## Список творів
Опери
- Amelia al Ballo (1937)
- The Old Maid and the Thief, радіо-опера (1939)
- The Island of God (1942)
- Медіум (The Medium, 1946)
- Телефон (The Telephone, or L'Amour à trois, 1947)
- The Consul (1950, Пулітцерівська премія)
- Amahl and the Night Visitors, телевізійна опера на Різдво (1951)
- The Saint of Bleeker Street (1954, Пулітцерівська премія)
- Maria Golovin (1958)
- Labyrinth, телевізійна опера (1963)
- The Last Savage (1963)
- Мартінова брехня (Martin's Lie, 1964)
- Help, Help, the Globolinks! (1968)
- The Most Important Man (1971)
- Tamu-Tamu (1973)
- The Egg (1976)
- The Hero (1976)
- The Trial of the Gypsy (1978)
- Chip and his Dog (1979)
- La Loca (1979)
- A Bride from Pluto (1982)
- The Boy Who Grew Too Fast (1982)
- Goya (1986, ред. 1991)
- The Wedding (Giorno da Nozze) (1988)
- The Singing Child (1993)

Хорові твори
- The Death of the Bishop of Brindisi (1963)
- Landscapes and Remembrances (1976)
- Missa O Pulchritudo in Honorem Sacratissimi Cordis Jesus (1979)
- Miracles (1979)
- A Song of Hope (An Old Man's Soliloquy) (1980)
- Muero Porque No Muero, Cantata for St. Teresa, на вірші Святої Тереси (1982)
- For the Death of Orpheus (1990)
- Oh llama de amor viva, на вірші Сан-Хуана де ла Крус (1991)
- Jacob's Prayer (1997)

Балет
- Errand into the Maze (1947)